# Carvalho (Penacova)
Carvalho is een plaats (freguesia) in de Portugese gemeente Penacova en telt 977 inwoners (2001).